# Keith Edwards (cầu thủ bóng đá, sinh 1944)
Keith Barry Edwards (sinh ngày 10 tháng 6 năm 1944) là một cầu thủ bóng đá người Anh, thi đấu ở vị trí tiền đạo trung tâm ở Football League cho Chester.